# محمد شفيق مصطفى
محمد شفيق مصطفى كاتب ومفكر مصري، كتابه في قلب نجد والحجاز عبارة عن مقالات يصف من خلالها رحلته إلى المملكة في عهد مؤسسها عبد العزيز آل سعود لاستطلاع أحوال شبه جزيرة العرب، متضمنة عدة أمور كالسياسة وشكل الحكومة آنذاك، نظام الحياة الاجتماعية والدينية للسكان، إضافة إلى جغرافية المكان، والعادات والموروثات الشعبية والثقافية والعقائدية في تلك الفترة الزمنية والتي لازال معظمها حتى اليوم.
بدأ رحلته من قريات الملح باعتبارها أول المناطق دخولا في نفوذ المؤسس ثم انتقل لزيارة «الجوف», «فحائل» ومن ثم «بريدة» تليها «الرياض» وأخيرا «أرض الحجاز» على الإبل، واصفا كل قرية وبلدة يتم زيارتها.

## أعماله
• في قلب نجد والحجاز

## وصلات الخارجية
في قلب نجد والحجاز